# Llorenç Passoles

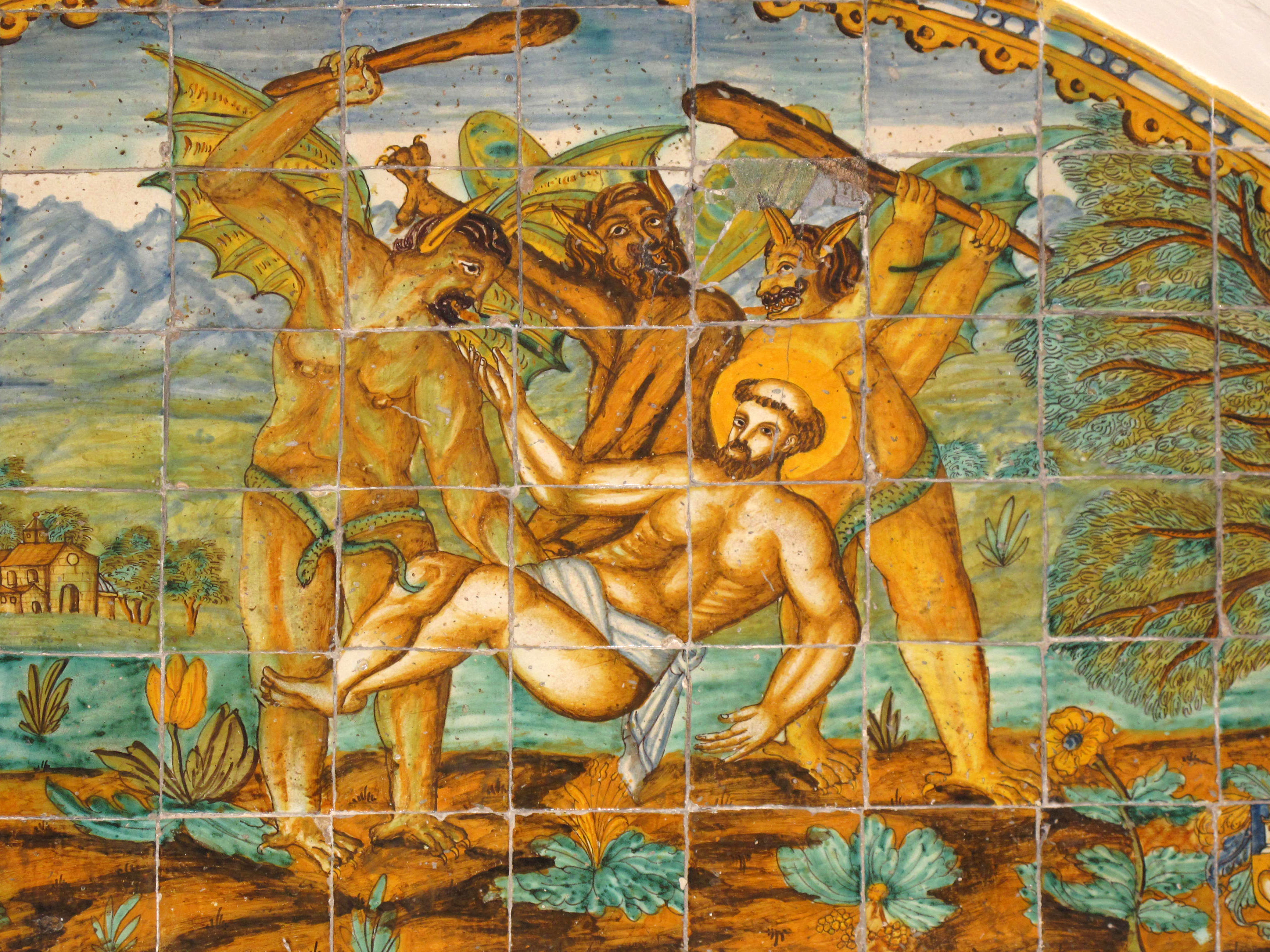
Keramiktafelbild mit Szenen des Heiligen Franziskus in Kloster Sant Francesc in Terassa von Llorenç Passoles

Llorenç Passoles (spanisch Lorenzo Passolas, * 17. Jahrhundert; † 1683) war ein katalanischer Kunstkeramiker des Barock.

## Leben und Werk
Llorenç Passoles ist in Barcelona zwischen 1662 und 1682 bei den Arbeiten zu den Kunstkachelbildern in der Casa de Convalescència beim Hospital de la Santa Creu (von 1401 bis 1926 das Hauptkrankenhaus von Barcelona, heute der Sitz der Biblioteca de Catalunya) dokumentiert. Sein naher Verwandter Pau Passoles führte diese Arbeiten bis 1685 fort. Dies ist eine der wichtigsten Sammlungen von großen Kunstkeramikwerken in Katalonien, die an ihrem Ursprungsort erhalten geblieben sind. Die zehn Kunstkeramikbilder, die dem Leben des Heiligen Paulus (katalanisch: Sant Pau) gewidmet sind, bilden die größte Serie. Auch die Front- und die Bodenkeramikbilder der Kapelle wie auch die Treppengeländer mit einer Fülle von Vasen, Blattwerk und Vögeln, die sich mit Balustraden, Pilastern und Figurenfriesen abwechseln, sind bemerkenswert. Llorenç Passoles schuf auch kleine Kachelwandtafeln für die Sankt-Josefs-Kapelle des Klosters Santa Maria de l’Estany, wie auch Grate in der Kuppel des Klosters Poblet (1667) und ein Keramikbild, das als Pallium in der Montjuïc-Kapelle in Barcelona genutzt wird.